# ¿Quién mató a mi hermano?
 ¿Quién mató a mi hermano?  es una película documental de Argentina filmada en colores dirigida por Ana Fraile y Lucas Scavino sobre su propio guion que se estrenó el 26 de septiembre de 2019. 

## Sinopsis
Luciano Nahuel Arruga (Lomas del Mirador, Buenos Aires, 29 de febrero de 1992-Buenos Aires, 31 de enero de 2009) fue un adolescente argentino quien estuvo desaparecido desde el 31 de enero de 2009, tras haber sido detenido por la policía bonaerense en su localidad natal. Según informe de la Coordinadora Contra la Represión Policial e Institucional, durante los primeros 15 años del siglo XX hubo en Argentina 70 casos de personas “desaparecidas”. No militaba en ningún movimiento político ni estaba ligado al narcotráfico. La familia lo vio detenido en una unidad de su ciudad natal  el 31 de enero de 2009 y lo buscó hasta que el 17 de octubre de 2014 fue encontrado su cadáver enterrado como de identidad desconocida en el cementerio municipal. Había sido atropellado esa misma noche en la General Paz “en circunstancias confusas”, como se dice habitualmente. Su hermana, que nunca se dio por vencida, bregó con la burocracia policial, judicial y política, reclamó (inútilmente) ver al gobernador Daniel Scioli, llegó hasta el Comité de la ONU por el Derecho de los Niños, en Ginebra, Suiza, y tuvo el apoyo de mucha gente amiga, y de personalidades, con fuertes sospechas de que integrantes de la policía provincial no eran ajenas al episodio. En 2015 el oficial de policía Torales fue condenado a diez años de prisión por torturarlo meses antes de su desaparición y ocho responsables fueron desplazados de la comisaría y reincorporados más tarde en otras jurisdicciones, pero la causa no ha sido resuelta.

## Intervinientes
Participaron en el filme:
- Veronica Alegre
- Vanesa Orieta
- Adolfo Pérez Esquivel
- Nora Cortiñas
- Pablo Pimentel

## Comentarios
Paraná Sendros en Ámbito Financiero escribió:

”… documental…hecho sin sentimentalismos ni bajadas de línea- muestra esa lucha, registra el movimiento nocturno en la General Paz a la altura de la bajada de Emilio Castro, donde fue el “accidente”, también la demolición del destacamento, hoy convertido en centro cultural, y el demorado comienzo del juicio al oficial a cargo y sus asistentes. También registra cómo quedó quemado el auto de la hermana, al otro día de iniciarse el juicio.”

Adolfo C. Martínez en La Nación escribió:

”Los directores…plantean en este cálido y emotivo documental la necesidad de hacer justicia y unirse para conocer la verdad.”.

Horacio Bernades en Página 12 dijo:

” …reconstruye el caso con material en vivo y relatos de familiares, vecinos, amigos, especialistas en criminología y militantes a favor del esclarecimiento. El relato es claro, ordenado, compacto e intenso…Fraile y Scavino administran la información como lo haría un film policial, clarificando, con oportunas placas, una cronología que en ocasiones retrocede. El relato se va armando como un rompecabezas….En este momento la causa está abierta. La familia y amigos no están dispuestos a conformarse con presuntas soluciones...Quieren llegar hasta la resolución final del caso, acusan al Estado de omisión o complicidad….Una película concluida, un caso inconcluso.

## Premios y nominaciones
Buenos Aires Festival Internacional de Cine Independiente
- Ganadora de una Mención de Honor respecto al Premio Derechos Humanos.
- Nominada al Premio al Mejor Filme en Derechos Humanos.